# Adrahalli, Shirhatti
Adrahalli là một làng thuộc tehsil Shirhatti, huyện Gadag, bang Karnataka, Ấn Độ.